# Clifford Taubes

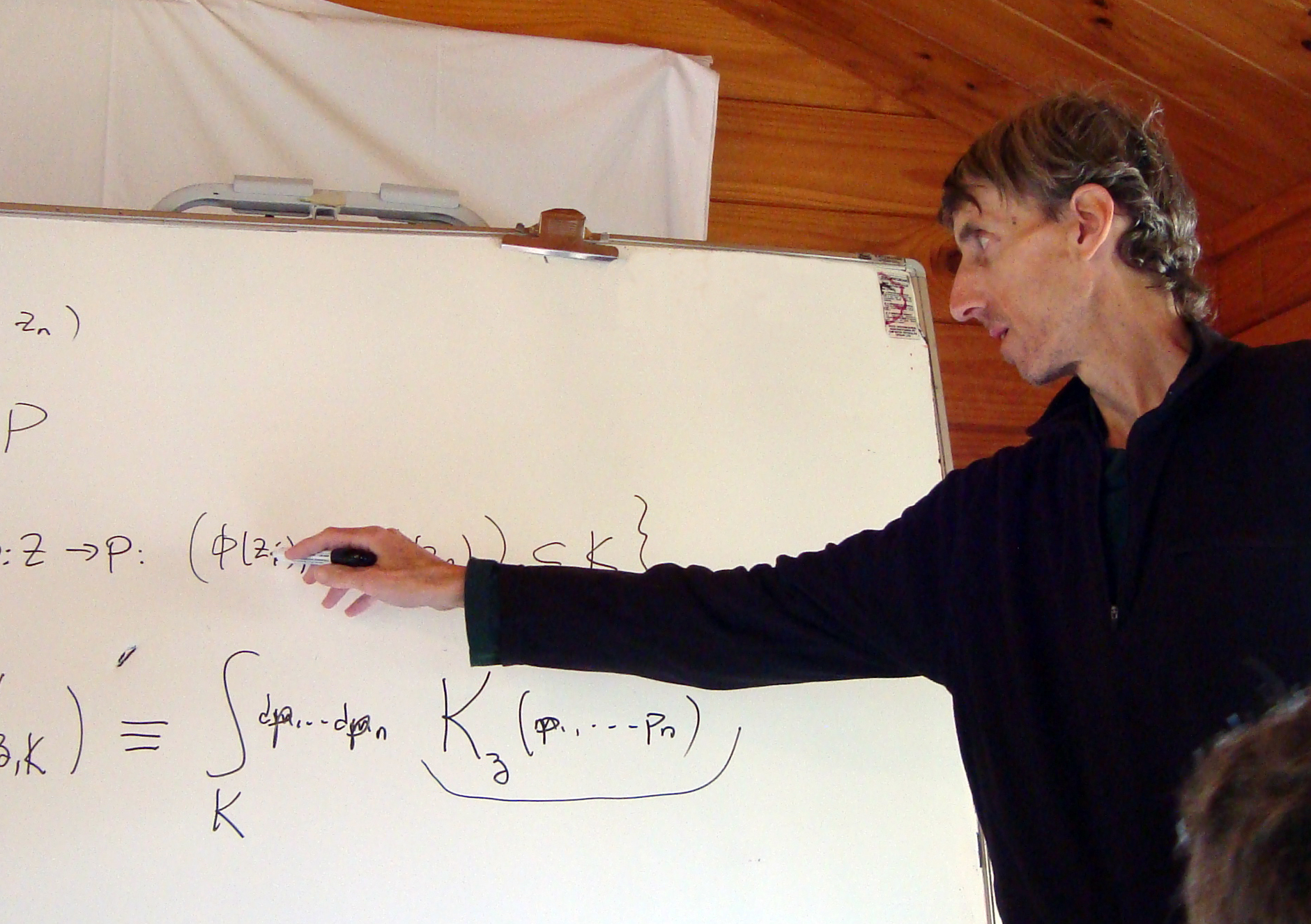
Clifford Taubes (2010)

Clifford Henry Taubes (* 21. Februar 1954) ist ein US-amerikanischer Mathematiker, der sich mit Differentialgeometrie, Topologie und mathematischer Physik (Eichtheorien) beschäftigt.

## Leben und Wirken
Taubes wuchs in Rochester in New York auf, studierte an der Cornell University und wurde 1980 bei Arthur Jaffe an der Harvard University promoviert (The structure of static euclidean gauge fields). Als Post-Doc war er zwei Jahre an der University of California, Berkeley. Er ist seit 1985 Professor für Mathematik in Harvard, wo er heute William-Petschek-Professor ist. Seine Arbeiten über die Mathematik von Yang-Mills-Theorien waren wichtig in Simon Donaldsons Werk zur Klassifizierung differenzierbarer Strukturen auf 4-Mannigfaltigkeiten (wo es exotische 4-Mannigfaltigkeiten mit unendlich vielen solchen Strukturen gibt), das wesentlich selbst-duale Lösungen von Yang-Mills-Gleichungen und deren Modulräume benutzt. Er arbeitete auch an den allgemeineren Yang-Mills-Higgs-Gleichungen sowie über den neuen Zugang zu den Donaldson-Invarianten von Edward Witten und über Gromov-Witten-Invariante (er bewies die Äquivalenz von Seiberg-Witten- und Gromov-Invarianten für symplektische 4-Mannigfaltigkeiten).
Taubes ist Mitglied der National Academy of Sciences (1996) und der American Academy of Arts and Sciences (1990). Zu seinen Doktoranden zählen Tomasz Mrowka und Gregory Landweber.
Taubes erhielt 1991 den Oswald-Veblen-Preis der American Mathematical Society und 1993 den Elie-Cartan-Preis der französischen mathematischen Gesellschaft. 1999 war er Bowen-Lecturer in Berkeley. 2008 erhielt er den Clay Research Award für seinen Beweis der Weinstein-Vermutung in drei Dimensionen (Existenz geschlossener Orbits der Reeb-Vektorfelder in geschlossenen Kontakt-Mannigfaltigkeiten). 2008 erhielt Taubes den NAS Award in Mathematics. 2009 wurde er mit dem Shaw Prize für Mathematik ausgezeichnet gemeinsam mit Simon Donaldson. 1986 war er Invited Speaker auf dem ICM in Berkeley (Gauge theories and nonlinear partial differential equations) und 1998 in Berlin (The geometry of the Seiberg-Witten-Invariants). 1994 hielt er einen Plenarvortrag auf dem ICM in Zürich (Anti Self-Dual Geometry).

## Schriften

### Bücher
- mit Arthur Jaffe: Vortices and Monopoles – structure of static gauge theories. Birkhäuser, 1980.
- The {\displaystyle L^{2}} Moduli Spaces on Four Manifold With Cylindrical Ends. Band 1. Monographs in Geometry and Topology, 1993, ISBN 1-57146-007-1.
- Metrics, Connections and Gluing Theorems. CBMS Regional Conference Series in Mathematics. AMS, 1996, ISBN 0-8218-0323-9.
- Modeling Differential Equations in Biology. Prentice Hall, 2001. Cambridge University Press, 2008, ISBN 0-13-017325-8.

### Arbeiten
- mit Thomas Parker: On Witten's proof of the positive energy theorem. On: Comm. Math. Phys. 84, No. 2, 1982, S. 223–238.
- mit Raoul Bott: On the rigidity theorems of Witten. On: J. Amer. Math. Soc. 2, No. 1, 1989, S. 137–186.
- Casson's invariant and gauge theory. In: J. Differential Geom. 31, No. 2, 1990, S. 547–599.
- The Seiberg-Witten invariants and symplectic forms. On: Math. Res. Lett. 1, No. 6, 1994, S. 809–822.
- mit Guowu Meng: SW = Milnor torsion. In: Math. Res. Lett. 3, No. 5, 1996, S. 661–674.
- mit John Morgan, Zoltán Szabó: A product formula for the Seiberg-Witten invariants and the generalized Thom conjecture. In: J. Differential Geom. 44, No. 4, 1996, S. 706–788.
- Counting pseudo-holomorphic submanifolds in dimension $4$. In: J. Differential Geom. 44, No. 4, 1996, S. 818–893.
- SW->GR: from the Seiberg-Witten equations to pseudo-holomorphic curves. In: J. Amer. Math. Soc. 9, No. 3, 1996, S. 845–918.
- GR->SW: from pseudo-holomorphic curves to Seiberg-Witten solutions. On: J. Differential Geom. 51, No. 2, 1999, S. 203–334.
- GR=SW: counting curves and connections. In: J. Differential Geom. 52, No. 3, 1999, S. 453–609.
- mit Curtis McMullen: 4-manifolds with inequivalent symplectic forms and 3-manifolds with inequivalent fibrations. In: Math. Res. Lett. 6, No. 5–6, 1999, S. 681–696.
- The Seiberg-Witten invariants and 4-manifolds with essential tori. In: Geom. Topol. 5, 2001, S. 441–519
- The Seiberg-Witten equations and the Weinstein conjecture. Teil I in: Geom. Topol. 11, 2007, S. 2117–2202. Teil II in: Geom. Topol. 13, 2009, S. 1337–1417.
- Embedded contact homology and Seiberg-Witten Floer cohomology. In: Geom. Topol. 14, No. 5, 2010, S. 2497–3000.
- mit Michael Hutchings: Proof of the Arnold chord conjecture in three dimensions 1. In: Math. Res. Lett. 18, No. 2, 2011, S. 295–313.